# Меморіальна премія імені Комптона Крука
Меморіальна премія імені Комптона Крука — премія в галузі фантастики, яку присуджують письменнику-фантасту за найкращий англомовний дебютний роман року в галузі наукової фантастики, фентезі або фантастики жахів члени Балтиморського товариства наукової фантастики на їхньому щорічному з'їзді наукової фантастики Балтикон, який відбувся в Балтіморі на вихідних у День пам'яті. Нагорода, також знана як премія Комптона Крука/Стівена Толла та вручається з 1983 року.
Список прийнятних книг публікують в щомісячному інформаційному бюлетені, щоб усі члени клубу мали можливість прочитати та проголосувати. Автора-переможця запрошують до Balticon (BSFS оплачує транспорт і проживання) на два роки та вручають грошову винагороду в розмірі 1000 доларів США.
Комптон Крук, який писав як Стівен Толл, був мешканцем Балтимора, професором Університету Таусона та автором наукової фантастики, який помер у 1981 році.

## Переможці та номінанти
| Переможці — виділені окремим кольором. |

| Рік  | Лауреати та номінанти     | Лауреати та номінанти мовою оригіналу | Назва роману                              | Назва роману мовою оригіналу                              | Переклад українською    | Видавництво                   |
| ---- | ------------------------- | ------------------------------------- | ----------------------------------------- | --------------------------------------------------------- | ----------------------- | ----------------------------- |
| 1983 | Дональд Кінґсбері         | англ. Donald Kingsbury                | «Ритуал залицянь»                         | Courtship Rite                                            | —                       | Davis Publications            |
| 1984 | Крістофер Раулі           | англ. Christopher Rowley              | «Війна за вічність»                       | War For Eternity                                          | —                       | Random House                  |
| 1984 | Тімоті Зан                | англ. Timothy Zahn                    | «Чорний спецназ»                          | The Blackcollar                                           | —                       | DAW Books                     |
| 1984 | Джон К. Маклафлін         | англ. John C. McLoughlin              | «Спіраль і меч»                           | The Helix and the Sword                                   | —                       | Doubleday                     |
| 1984 | Марджорі Келлоґ           | англ. M. Bradley Kellogg              | «Шепіт янголів»                           | A Rumor of Angels                                         | —                       | Signet / New American Library |
| 1984 | Роберта Мак-Евой          | англ. R. A. MacAvoy                   | «Чаювання з чорним драконом»              | Tea with the Black Dragon                                 | —                       | Bantam                        |
| 1985 | Девід Р. Палмер           | англ. David R. Palmer                 | «Поява»                                   | Emergence                                                 | —                       | Random House                  |
| 1985 | Джон Віллетт              | англ. John Willett                    | «»                                        | Aubade for Gamelon                                        | —                       | Baen Books                    |
| 1985 | Ден Гендерсон             | англ. Dan Henderson                   | «Рай»                                     | Paradise                                                  | —                       | Tor                           |
| 1985 | Патрісія Кеннілі-Моррісон | англ. Patricia Kennealy               | «Мідна корона»                            | The Copper Crown                                          | —                       | Bluejay Books                 |
| 1985 | Мелісса Скотт             | англ. Melissa Scott                   | «Гра за межею»                            | The Game Beyond                                           | —                       | Baen Books                    |
| 1985 | Ллойд Артур Ешбах         | англ. Lloyd Arthur Eshbach            | «Край за межами»                          | The Land Beyond the Gate                                  | —                       | Del Rey / Ballantine          |
| 1985 | Говард Волдроп            | англ. Howard Waldrop                  | «Їхні кістки»                             | Them Bones                                                | —                       | Ace                           |
| 1986 | Шейла Фінч                | англ. Sheila Finch                    | «Павутиння нескінченності»                | Infinity's Web                                            | —                       | Bantam Spectra                |
| 1987 | Томас Рен                 | англ. Thomas Wren                     | «Ефект судного дня»                       | The Doomsday Effect                                       | —                       | Baen Books                    |
| 1987 | Лео Франковськи           | англ. Leo Frankowski                  | «Інженер міжчасся»                        | The Cross-Time Engineer                                   | —                       | Ballantine Del Rey            |
| 1987 | Роберт Р. Чейз            | англ. Robert R. Chase                 | «Гра лисиці та лева»                      | The Game of Fox and Lion                                  | —                       | Ballantine Del Rey            |
| 1987 | Роберт Чарльз Вілсон      | англ. Robert Charles Wilson           | «Приховане місце»                         | A Hidden Place                                            | —                       | Bantam Spectra                |
| 1987 | Лоїс Макмастер Буджолд    | англ. Lois McMaster Bujold            | «Уламки честі»                            | Shards of Honor                                           | перекладається          | Baen                          |
| 1988 | Крістофер Гінц            | англ. Christopher Hinz                | «Льєж-вбивця»                             | Liege-Killer                                              | —                       | St. Martin's                  |
| 1988 | Майкл Армстронг           | англ. Michael Armstrong               | «Після Запу»                              | After the Zap                                             | —                       | Popular Library Questar       |
| 1988 | Силія Фрідмен             | англ. Celia S. Friedman               | «Народжені для завоювань»                 | In Conquest Born                                          | —                       | DAW                           |
| 1988 | Емма Булл                 | англ. Emma Bull                       | «Війна за дуби»                           | War for the Oaks                                          | —                       | Ace                           |
| 1989 | Елізабет Мун              | англ. Elizabeth Moon                  | «Донька вівчаря»                          | Sheepfarmer's Daughter                                    | —                       | Baen                          |
| 1989 | Мелані Рон                | англ. Melanie Rawn                    | «Драконячий принц»                        | Dragon Prince                                             | —                       | DAW                           |
| 1989 | Мері Стентон              | англ. Mary Stanton                    | «Небесний кінь із крайнього заходу»       | The Heavenly Horse from the Outermost West                | —                       | Baen                          |
| 1989 | Дон Сакерс                | англ. Don Sakers                      | «Жовтневе листя»                          | The Leaves of October                                     | —                       | Baen                          |
| 1990 | Джозефа Шермен            | англ. Josepha Sherman                 | «Сяючий сокіл»                            | The Shining Falcon                                        | —                       | Avon                          |
| 1990 | Тереза Еджертон           | англ. Teresa Edgerton                 | «Дитя Сатурну»                            | Child of Saturn                                           | —                       | Ace                           |
| 1990 | Доріс Іґен                | англ. Doris Egan                      | «Брама зі слонової кістки»                | The Gate of Ivory                                         | —                       | DAW                           |
| 1990 | Розмарі Кірштейн          | англ. Rosemary Kirstein               | «Керманичка»                              | The Steerswoman                                           | —                       | Ballantine Del Rey            |
| 1990 | Ненсі Коллінз             | англ. Nancy A. Collins                | «Сонцезахисні окуляри в темряві»          | Sunglasses After Dark                                     | —                       | NAL Onyx                      |
| 1990 | Джон Глісон Крамер        | англ. John Cramer                     | «Іншосвіт»                                | Twistor                                                   | —                       | Morrow                        |
| 1991 | Майкл Ф. Флінн            | англ. Michael Flynn                   | «У країні сліпих»                         | In the Country of the Blind                               | —                       | Baen                          |
| 1991 | Вільям Марк Сіммонс       | англ. Wm. Mark Simmons                | «У тенетах мрій»                          | In the Net of Dreams                                      | —                       | Questar                       |
| 1991 | Дороті Джонс Гайдт        | англ. Dorothy J. Heydt                | «Внутрішнє життя»                         | The Interior Life                                         | —                       | Baen                          |
| 1992 | Керол Северанс            | англ. Carol Severance                 | «Рифова пісня»                            | Reefsong                                                  | —                       | Ballantine Del Rey            |
| 1992 | Джейн Фенчер              | англ. Jane Fancher                    | «Зв'язки з землею»                        | Groundties                                                | —                       | Warner Questar                |
| 1992 | Мішель Саґара             | англ. Michelle Sagara                 | «До темних земель»                        | Into the Dark Lands                                       | —                       | Ballantine Del Rey            |
| 1993 | Голлі Лайл                | англ. Holly Lisle                     | «Вогонь у тумані»                         | Fire in the Mist                                          | —                       | Baen                          |
| 1993 | Стівен Ґулд               | англ. Steven Gould                    | «Стрибун»                                 | Jumper                                                    | —                       | Tor                           |
| 1994 | Мері Розенблюм            | англ. Mary Rosenblum                  | «Сухі землі»                              | The Drylands                                              | —                       | Ballantine Del Rey            |
| 1994 | Ґрегорі Бенфорд           | англ. Gregory Benford                 | «Охолоджувач»                             | Chiller                                                   | —                       | Bantam                        |
| 1994 | Марта Веллс               | англ. Martha Wells                    | «Стихія вогню»                            | The Element of Fire                                       | —                       | Harcourt Brace Jovanovich     |
| 1995 | Доранна Дьорджин          | англ. Doranna Durgin                  | «Дан пані Джесс»                          | Dun Lady's Jess                                           | —                       | Baen                          |
| 1995 | Шеррі Ґотліб              | англ. Sherry Gottlieb                 | «Любовний укус»                           | Love Bite                                                 | —                       | Warner                        |
| 1995 | Деніз Лопеш Гілд          | англ. Denise Lopes Heald              | «Примарник»                               | Mistwalker                                                | —                       | Ballantine Del Rey            |
| 1996 | Деніел Ґрем-молодший      | англ. Daniel Graham Jr.               | «Воротарі»                                | The Gatekeepers                                           | —                       | Baen                          |
| 1996 | Маргарет Ліндгольм        | англ. Robin Hobb                      | «Учень вбивці»                            | Assassin's Apprentice                                     | —                       | Bantam Spectra                |
| 1996 | Валері Фрайрайх           | англ. Valerie J. Freireich            | «Стати людиною»                           | Becoming Human                                            | —                       | Roc                           |
| 1996 | Пет Робертсон             | англ. Pat Robertson                   | «Кінець світу»                            | The End of the Age                                        | —                       | Word                          |
| 1996 | Кетрін Азаро              | англ. Catherine Asaro                 | «Інверсія праймері»                       | Primary Inversion                                         | —                       | Tor                           |
| 1997 | Річард Ґарфінкл           | англ. Richard Garfinkle               | «Небесні питання»                         | Celestial Matters                                         | —                       | Tor                           |
| 1998 | Кейті Вейтмен             | англ. Katie Waitman                   | «Дерево Мерро»                            | The Merro Tree                                            | —                       | Del Rey                       |
| 1999 | Джеймс Стоддард           | англ. James Stoddard                  | «Високий будинок»                         | The High House                                            | —                       | Warner Aspect                 |
| 2000 | Стівен Л. Бьорнс          | англ. Stephen L. Burns                | «Плоть і срібло»                          | Flesh and Silver                                          | —                       | Roc                           |
| 2001 | Сайн Мітчелл              | англ. Syne Mitchell                   | Гамбіт Мерфі                              | Murphy's Gambit                                           | —                       | Roc                           |
| 2001 | Джеффрі Д. Куйстра        | англ. Jeffery D. Kooistra             | «Війна Дікстри»                           | Dykstra's War                                             | —                       | Baen                          |
| 2001 | Джо Волтон                | англ. Jo Walton                       | «Королівський мир»                        | The King's Peace                                          | —                       | Tor                           |
| 2001 | Джеффрі А. Лендіс         | англ. Geoffrey A. Landis              | «Перетинаючи Марс»                        | Mars Crossing                                             | —                       | Tor                           |
| 2001 | Джим Бучер                | англ. Jim Butcher                     | «Штормовий фронт»                         | Storm Front                                               | —                       | Roc                           |
| 2001 | Керол Берґ                | англ. Carol Berg                      | «Трансформація»                           | Transformation                                            | —                       | Roc                           |
| 2002 | Вен Спенсер               | англ. Wen Spencer                     | «Чужий смак»                              | Alien Taste                                               | —                       | Roc                           |
| 2002 | Донна Макмайон            | англ. Donna McMahon                   | «Танок ножів»                             | Dance of Knives                                           | —                       | Tor                           |
| 2002 | Шарлейн Гаррі             | англ. Charlaine Harris                | «Мертвий до настання темряви»             | Dead Until Dark                                           | —                       | Ace Books                     |
| 2002 | Паула Даунінг             | англ. Diana Marcellas                 | «Мати-океан, донька-море»                 | Mother Ocean, Daughter Sea                                | —                       | Tor                           |
| 2003 | Патриція Брей             | англ. Patricia Bray                   | «Удача Девліна»                           | Devlin's Luck                                             | —                       | Bantam Spectra                |
| 2004 | Е. Е. Найт                | англ. E. E. Knight                    | «Шлях вовка»                              | Way of the Wolf                                           | —                       | Roc                           |
| 2005 | Тамара Сайлер Джоунз      | англ. Tamara Siler Jones              | «Привиди в снігу»                         | Ghosts in the Snow                                        | —                       | Bantam Spectra                |
| 2006 | Марія В. Снайдер          | англ. Maria V. Snyder                 | «Дослідження отрути»                      | Poison Study                                              | —                       | Luna                          |
| 2007 | Наомі Новік               | англ. Naomi Novik                     | «Дракон його Величності»                  | His Majesty's Dragon                                      | —                       | Del Rey                       |
| 2007 | Скотт Лінч                | англ. Scott Lynch                     | «Лукавства Лока Ламори»                   | The Lies of Locke Lamora                                  | «Лукавства Лока Ламори» | Bantam                        |
| 2007 | Джошуа Палматьє           | англ. Joshua Palmatier                | «Спотворений трон»                        | The Skewed Throne                                         | —                       | DAW                           |
| 2007 | Жанна Олівер              | англ. Jana G. Oliver                  | «Подорож»                                 | Sojourn                                                   | —                       | Dragon Moon                   |
| 2008 | Марк Л. ван Нейм          | англ. Naomi Novik                     | «Один стрибок вперед»                     | One Jump Ahead                                            | —                       | Baen                          |
| 2008 | Джо Аберкромбі            | англ. Joe Abercrombie                 | «На лезі клинка»                          | The Blade Itself                                          | «На лезі клинка»        | Pyr                           |
| 2008 | Ліза Ширін                | англ. Lisa Shearin                    | «Виявлена проблема»                       | Trouble Found                                             | —                       | Ace                           |
| 2008 | Патрік Ротфусс            | англ. Patrick Rothfuss                | «Ім'я вітру»                              | The Name of the Wind                                      | «Ім'я вітру»            | DAW                           |
| 2008 | Сандра Макдональд         | англ. Sandra McDonald                 | «Виявлена проблема»                       | The Outback Stars                                         | —                       | Tor                           |
| 2009 | Пол Мелкоу                | англ. Paul Melko                      | «Кільце сингулярності»                    | Singularity's Ring                                        | —                       | Tor                           |
| 2009 | Джо Ґрем                  | англ. Jo Graham                       | «Чорні кораблі»                           | Black Ships                                               | —                       | Orbit                         |
| 2009 | Тейлор Андерсон           | англ. Taylor Anderson                 | «Назустріч шторму»                        | Into the Storm                                            | —                       | Roc                           |
| 2009 | Брент Вікс                | англ. Brent Weeks                     | «Шлях тіней»                              | The Way of Shadows                                        | —                       | Orbit                         |
| 2010 | Паоло Бачіґалупі          | англ. Paolo Bacigalupi                | «Механічна дівчина»                       | The Windup Girl                                           | —                       | Night Shade                   |
| 2010 | Дон Де-Брандт             | англ. D. D. Barant                    | «Смертельні укуси»                        | Dying Bites                                               | —                       | St. Martin's                  |
| 2010 | Джонатан Говард           | англ. Jonathan Howard                 | Йоганнес Кабаль, некромант                | Johannes Cabal the Necromancer                            | —                       | Doubleday                     |
| 2010 | Ґейл Керріґер             | англ. Gail Carriger                   | «Бездушна»                                | Soulless                                                  | —                       | Orbit                         |
| 2011 | Джеймс Напп               | англ. James Knapp                     | «Механічна дівчина»                       | State of Decay                                            | —                       | Roc                           |
| 2012 | Т. К. Маккарті            | англ. T. C. McCarthy                  | «Зародкова лінія»                         | Germline                                                  | —                       | Orbit                         |
| 2013 | Майк Коул                 | англ. Myke Cole                       | «Контрольна точка»                        | Control Point                                             | —                       | Ace                           |
| 2013 | Юджин Майерс              | англ. E. C. Myers                     | «Симетрична монета»                       | Fair Coin                                                 | —                       | Pyr                           |
| 2013 | Гізер Анастасі            | англ. Heather Anastasiu               | Ґлітч                                     | Glitch                                                    | —                       | St. Martin's Griffin          |
| 2013 | Джефф Салярдс             | англ. Jeff Salyards                   | «Кара зрадника»                           | Scourge of the Betrayer                                   | —                       | Night Shade                   |
| 2013 | Джей Крістофф             | англ. Jay Kristoff                    | «Танцівник бур»                           | Stormdancer                                               | —                       | Thomas Dunne                  |
| 2014 | Чарльз Е. Ґеннон          | англ. Charles E. Gannon               | «Полум'я з полум'ям»                      | Fire With Fire                                            | —                       | Baen                          |
| 2014 | Енн Лекі                  | англ. Ann Leckie                      | «Допоміжний елемент Справедливості»       | Ancillary Justice                                         | —                       | Orbit                         |
| 2014 | Міріам Форстер            | англ. Miriam Forster                  | «Місто тисячі ляльок»                     | City of a Thousand Dolls                                  | —                       | HarperTeen                    |
| 2014 | Джейсон М. Гаф            | англ. Jason M. Hough                  | «Ліфт Дарвіна»                            | The Darwin Elevator                                       | —                       | Del Rey                       |
| 2014 | Вонні Вінслоу             | англ. Vonnie Winslow                  | «Зачарована шкіра»                        | The Enchanted Skean                                       | —                       | Mockingbird Lane              |
| 2014 | Ерік Бакутіс              | англ. T. Eric Bakutis                 | «Гліфбіндер»                              | Glyphbinder                                               | —                       | McBryde                       |
| 2014 | Метт Белл                 | англ. Matt Bell                       | «У будинку на узліссі між озером і лісом» | In the House Upon the Dirt Between the Lake and the Woods | —                       | Soho                          |
| 2014 | Деніел Кіммел             | англ. Daniel M. Kimmel                | «Ш-ш-ш! Це таємниця»                      | Shh! It's a Secret                                        | —                       | Fantastic                     |
| 2015 | Александра Данкен         | англ. Alexandra Duncan                | «Порятунок»                               | Salvage                                                   | —                       | Greenwillow                   |
| 2015 | Лалін Полл                | англ. Laline Paull                    | «Бджоли»                                  | The Bees                                                  | —                       | Ecco                          |
| 2015 | Джулія Мері Ґібсон        | англ. Julia Mary Gibson               | «Мідна магія»                             | Copper Magic                                              | —                       | Tor                           |
| 2015 | Джеймс Кембіас            | англ. James Cambias                   | «Море темряви»                            | A Darkling Sea                                            | —                       | Tor                           |
| 2015 | Е.Л. Теттенсор            | англ. E. L. Tettensor                 | «Темний ходок»                            | Darkwalker                                                | —                       | Roc                           |
| 2015 | Вільям Кемпбелл Пауелл    | англ. William Campbell Powell         | «День закінчення терміну дії»             | Expiration Day                                            | —                       | Tor                           |
| 2015 | Еммі Ітяранта             | англ. Emmi Itäranta                   | «Пам'ять води»                            | Memory of Water                                           | —                       | Harper Voyager                |
| 2016 | Френ Вайльд               | англ. Fran Wilde                      | «Висхідна течія»                          | Updraft                                                   | —                       | Tor                           |
| 2016 | Голлі Боджер              | англ. Holly Bodger                    | «5 до 1»                                  | 5 to 1                                                    | —                       | Knopf                         |
| 2016 | Кіт Рембо                 | англ. Cat Rambo                       | «Звірі Табата»                            | Beasts of Tabat                                           | —                       | Wordfire                      |
| 2016 | Джош Фогт                 | англ. Josh Vogt                       | «Введіть прибиральника»                   | Enter the Janitor                                         | —                       | Wordfire                      |
| 2016 | Ферретт Штейнмец          | англ. Ferrett Steinmetz               | «Гнучкість»                               | Flex                                                      | —                       | Angry Robot                   |
| 2016 | Кірсті Логан              | англ. Kirsty Logan                    | «Берегиня»                                | The Gracekeepers                                          | —                       | Crown                         |
| 2016 | Брайан Грувер             | англ. Brian Groover                   | «Я буду любити тебе вічно»                | I Will Love You Forever                                   | —                       | Taproot                       |
| 2016 | Крісті Черіш              | англ. Kristi Charish                  | «Сова і японський цирк»                   | Owl and the Japanese Circus                               | —                       | Gallery Canada                |
| 2016 | Маршалл Райан Мареска     | англ. Marshall Ryan Maresca           | «Колючка Дентонхілла»                     | The Thorn of Dentonhill                                   | —                       | DAW                           |
| 2017 | Ада Палмер                | англ. Ada Palmer                      | «Занадто блискавичний»                    | The Prey of Gods                                          | —                       | Tor                           |
| 2017 | Девід Лівайн              | англ. David D. Levine                 | «Арабелла з Марса»                        | Arabella of Mars                                          | —                       | Tor                           |
| 2017 | Юн Ха Лі                  | англ. Yoon Ha Lee                     | «Гамбіт дев'ятихвостого лиса»             | Ninefox Gambit                                            | —                       | Solaris                       |
| 2017 | Т. К. Вебер               | англ. T. C. Weber                     | «Переривання сну»                         | Sleep State Interrupt                                     | —                       | See Sharp                     |
| 2017 | Сільвен Невель            | англ. Sylvain Neuvel                  | «Сплячі велетні»                          | Sleeping Giants                                           | —                       | Del Rey                       |
| 2017 | Кеті Макміллан            | англ. Kathy MacMillan                 | «Меч і вірш»                              | Sword and Verse                                           | —                       | HarperTeen                    |
| 2018 | Нікі Дрейден              | англ. Nicky Drayden                   | «Здобич богів»                            | The Prey of Gods                                          | —                       | Harper Voyager                |
| 2018 | Елан Мастай               | англ. Elan Mastai                     | «Всі наші хибні сьогоднішні дні»          | All Our Wrong Todays                                      | —                       | Dutton                        |
| 2018 | Карін Тідбек              | англ. Karin Tidbeck                   | «Аматка»                                  | Amatka                                                    | —                       | Vintage                       |
| 2018 | Вік Джеймс                | англ. Vic James                       | «Позолочена клітка»                       | Gilded Cage                                               | —                       | Del Rey                       |
| 2018 | Робін Бенніс              | англ. Robyn Bennis                    | «Зброя над головою»                       | The Guns Above                                            | —                       | Tor                           |
| 2018 | Катріона Спаркс           | англ. Catriona Sparks                 | «Блакитний лотос»                         | Lotus Blue                                                | —                       | Talos                         |
| 2018 | Теодора Ґосс              | англ. Theodora Goss                   | «Дивний випадок з дочкою алхіміка»        | The Strange Case of the Alchemist's Daughter              | —                       | Saga                          |
| 2019 | Аркадій Мартін            | англ. Arkady Martine                  | «Пам'ять імперії»                         | A Memory Called Empire                                    | —                       | Harper Voyager                |
| 2019 | Майк Чень                 | англ. Mike Chen                       | «Тут і зараз, і тоді»                     | Here and Now and Then                                     | —                       | Harlequin/Mira                |
| 2019 | Ада Гофман                | англ. Ada Hoffman                     | «Ззовні»                                  | The Outside                                               | —                       | Angry Robot                   |
| 2019 | Сара Пінскер              | англ. Sarah Pinsker                   | «Пісня для нового дня»                    | A Song for a New Day                                      | —                       | Berkley                       |
| 2019 | Алікс І. Герроу           | англ. Alix E. Harrow                  | «Десять тисяч дверей січня»               | The Ten Thousand Doors of January                         | —                       | Redhook                       |
| 2020 | Ребекка Ф. Кван           | англ. R. F. Kuang)                    | «Макова війна»                            | The Poppy War                                             | —                       | Harper Voyager                |
| 2020 | Шеннон Чакраборті         | англ. S. A. Chakraborty               | «Мідне місто»                             | The City of Brass                                         | «Латунне місто»         | Harper Voyager; КСД           |
| 2020 | Нік Кларк Віндо           | англ. Nick Clark Windo                | «Канал»                                   | The Feed                                                  | —                       | Morrow                        |
| 2020 | Лорен К. Теффо            | англ. Lauren C. Teffeau               | «Імплантований»                           | Implanted                                                 | —                       | Angry Robot                   |
| 2020 | Рена Росснер              | англ. Rena Rossner                    | «Сестри зимового лісу»                    | Sisters of the Winter Wood                                | —                       | Redhook                       |
| 2020 | Ребекка Роунгорс          | англ. Rebecca Roanhorse               | «Слід блискавки»                          | Trail of Lightning                                        | —                       | Saga                          |
| 2021 | Мікая Джонсон             | англ. Micaiah Johnson                 | «Простір між світами»                     | The Space Between Worlds                                  | —                       | Del Rey                       |
| 2021 | Карен Осборн              | англ. Karen Osborne                   | «Архітектори пам'яті»                     | Architects of Memory                                      | —                       | Tor                           |
| 2021 | Ліндсі Елліс              | англ. Lindsay Ellis                   | «Кінець аксіоми»                          | Axiom's End                                               | —                       | Titan Books                   |
| 2021 | K. М. Шпара               | англ. K. M. Szpara                    | «Покірний»                                | Docile                                                    | —                       | Tor.com                       |
| 2021 | Ребекка Маклафлін         | англ. Rebecca McLaughlin              | «Безіменна королева»                      | Nameless Queen                                            | —                       | Crown Books for Young Readers |
| 2021 | Андреа Стюарт             | англ. Andrea Stewart                  | «Мистецтво магії кістяних уламків»        | The Bone Shard Daughter                                   | —                       | Orbit                         |
| 2022 | П. Джелі Кларк            | англ. P. Djèlí Clark                  | «Володар Джина»                           | A Master of Djinn                                         | —                       | Tordotcom                     |
| 2022 | Джон Аппель               | англ. John Appel                      | «Орбіта вбивці»                           | Assassin's Orbit                                          | —                       | Solaris                       |
| 2022 | Е. Дж. Бітон              | англ. E. J. Beaton                    | «Радник»                                  | The Councillor                                            | —                       | DAW                           |
| 2022 | Кімберлі Анґер            | англ. Kimberly Unger                  | «Нуклеація»                               | Nucleation                                                | —                       | Tachyon                       |
| 2022 | Ліна Нгуєн                | англ. Lena Nguyen                     | «Ми завжди були тут»                      | We Have Always Been Here                                  | —                       | DAW                           |
| 2022 | Женев'єва Горничок        | англ. Genevieve Gornichec             | «Серце відьми»                            | The Witch's Heart                                         | —                       | Ace                           |
| 2023 | Алекс Дженнінґс           | англ. Alex Jennings                   | «Балада про грізні могили»                | The Ballad of Perilous Graves                             | —                       | Redhook                       |
| 2023 | Сьєль П'єрло              | англ. Ciel Pierlot                    | «Синя птаха»                              | Bluebird                                                  | —                       | Angry Robot                   |
| 2023 | Сара Мюллер               | англ. Sara A. Mueller                 | «Сад кісток»                              | The Bone Orchard                                          | —                       | Tor                           |
| 2023 | Сью Лінн Тан              | англ. Sue Lynn Tan                    | «Донька Місячної богині»                  | Daughter of the Moon Goddess                              | —                       | Harper Voyager                |
| 2023 | Неон Янг                  | англ. Neon Yang                       | «Генезис Мізері»                          | The Genesis of Misery                                     | —                       | Tor                           |
| 2023 | Сара Дж. Дейлі            | англ. Sarah J. Daley                  | «Обсидіан»                                | Obsidian                                                  | —                       | Angry Robot                   |
| 2024 | Кемі Ашинг-Ґіва           | англ. Kemi Ashing-Giwa                | «Скалка у небі»                           | The Splinter in the Sky                                   | —                       | Saga                          |
| 2024 | Бред Павловський          | англ. Brad Pawlowski                  | «Смертельний вітер»                       | Deathwind                                                 | —                       | Sunquake                      |
| 2024 | Майкл Томпсон             | англ. Michael Thompson                | «Як залишитися в пам'яті»                 | How to Be Remembered                                      | —                       | Sourcebooks Landmark          |
| 2024 | Бетані Джекобс            | англ. Bethany Jacobs                  | «Ці палаючі зірки»                        | These Burning Stars                                       | —                       | Orbit                         |
| 2024 | Монікілл Блекгуз          | англ. Moniquill Blackgoose            | «Сформувати подих дракона»                | To Shape a Dragon's Breath                                | —                       | Del Rey                       |
| 2025 | Саманта Міллс             | англ. Samantha Mills                  | «Крила на її спині»                       | The Wings Upon Her Back                                   | —                       | Tachyon                       |
| 2025 | Келлі Лінк                | англ. Kelly Link                      | «Книга про любов»                         | The Book of Love                                          | —                       | Random House                  |
| 2025 | Джон Вісвел               | англ. John Wiswell                    | «Хтось, у кому можна звити гніздо»        | Someone You Can Build a Nest In                           | —                       | DAW                           |
| 2025 | Емілі Гамільтон           | англ. Emily Hamilton                  | «Зірки надто люблять нас»                 | The Stars Too Fondly                                      | —                       | Harper Voyager                |
| 2025 | Маріела Ларес             | англ. Mariely Lares                   | «Сонце крові і руїни»                     | Sun of Blood and Ruin                                     | —                       | Harper Voyager                |